# Skup naredbi
Skup naredbi (eng. instruction set, instruction code) je pojam u računalstvu kojim se označuje skup svih raspoloživih naredaba nekog programabilnog sustava (npr. računala, mikroprocesora itd.).